# Wilhelm I (elektor Hesji-Kassel)
Wilhelm I, elektor Hesji-Kassel (ur. 3 stycznia 1743 w Kassel, zm. 27 lutego 1821 tamże) – landgraf Hesji-Kassel Wilhelm IX od 1785 do 1803, kiedy to został księciem elektorem. W latach 1807–1813 elektorat Hesja-Kassel nie istniało samodzielne, lecz było włączone do Królestwa Westfalii. W latach 1813–1821 znów istniało jako elektorat.

## Dzieciństwo i młodość
Jego ojcem był landgraf Fryderyk II Heski (zm. 1785), a matką Maria Hanowerska, córka Jerzego III, króla Wielkiej Brytanii. Młodość spędził w mieście Getynga i tamtejszym znakomitym uniwersytecie, a także w Danii.
Gdy Fryderyk Heski, jego ojciec, przeszedł na katolicyzm (1749), dziadek Wilhelma Wilhelm VIII Heski starał się ograniczyć jego wpływ na społeczeństwo heskie. W 1754, zgodnie z dokumentami znanymi jako heskie akty asekuracyjne (niem. Assekurationsakte), przekazał wnukowi Wilhelmowi hrabstwo Hanau-Münzenberg, które po śmierci (w 1736) ostatniego rodzimego hrabiego, Johanna Reinharda III von Hanau, należało do landgrafstwa Hesja-Kassel, by było zarządzane niezależnie od landgrafstwa rządzonego przez katolickiego Fryderyka II.  
Gdy Wilhelm VIII zmarł w 1760, Wilhelm (IX) sam rządził Hanau (samodzielnie dopiero od pełnoletniości, w 1764), a jego katolicki ojciec landgrafstwem. Z tych lat pochodzi miejscowość wypoczynkowa Wilhelmsbad.

## Polityka
Wilhelm IX jako landgraf Hesji-Kassel od 1785 był władcą w stylu ancien régime'u, sceptycznym wobec nowych prądów, jakie niosło ze sobą Oświecenie. Krytykowano go za prowadzenie tradycyjnego wynajmu heskich żołnierzy innym państwom i posiadanie metres. 
Posiadał stopień feldmarszałka pruskiej armii. Gdy trwała wojna o sukcesję bawarską (1778–1779), brał udział w kampanii po stronie Prus. W 1792 brał udział w kampanii przeciw Francji rewolucyjnej. W 1795 negocjował pokój.
Wilhelm był jednym z najbogatszych niemieckich książąt swych czasów. Frankfurcki bankier Mayer Amschel Rothschild pomógł mu uratować majątek przed zakusami chciwego Napoleona.
Wilhelm nie przystąpił do pronapoleońskiego Związku Reńskiego, więc w 1806, gdy wybuchła wojna francusko-pruska, ogłosił neutralność. Napoleon i tak obsadził jego kraj swymi wojskami. Wilhelm udał się do Szlezwiku, a potem do Pragi. Terytoria Hesji-Darmstadt przejęło Królestwo Westfalii, hrabstwo Hanau-Münzenberg było w latach 1806–1810 podległe francuskiej administracji wojskowej, a 1810–1813 należało do utworzonego przez Napoleona hrabstwa Frankfurtu.
Po klęsce Napoleona w 1813 Hesja-Kassel znów zaistniała. Wilhelm I starał się odwołać wszystkie bezprawne decyzje najeźdźcy. Między innymi znów nakazał żołnierzom i dworzanom nosić peruki. Niektórzy historycy upatrują w tym przyczyn rewolucji w 1830.
W Kassel kazał on powiększyć kompleks zamkowy Wilhelmshöhe i zbudować posiadłość Löwenburg. Mieszkała tam jego ukochana Karoline von Schlotheim, późniejsza hrabina Hessenstein. Do dziś istniejąca piramida w Stamfordscher Garten przypomina o wizycie landgrafa Wilhelma w klasztorze Haina w 1787.

## Potomstwo
1 września 1764 Wilhelm (IX) poślubił księżniczkę Wilhelminę Karolinę (1747–1820), córkę króla Danii i Norwegii Fryderyka V. Miał z nią czworo dzieci:
- Marie Frederike (ur. 14 września 1768, zm. 17 kwietnia 1839), poślubiona w latach 1794–1817 księciu Alexisowi von Anhalt-Bernburg,
- Karoline Amalie (ur. 11 lipca 1771, zm. 22 lutego 1848), poślubiona w 1802 księciu Augustowi von Sachsen-Gotha,
- Friedrich (ur. 8 sierpnia 1772 w Hanau, zm. 20 lipca 1784 tamże)
- Wilhelm II, elektor Hesji-Kassel (ur. 28 lipca 1777, zm. 20 listopada 1847).

Wilhelm miał też metresy:
- Charlotte Christine Buissine (ur. 1749), czwórka dzieci:
  - baronowie Heimrod
- Rosa Dorothea Ritter, nobilitowana jako baronowa Lindenthal, ósemka dzieci:
  - baronowie von Haynau
- Karoline von Schlotheim, dziesiątka dzieci:
  - hrabiowie von Hessenstein.